# Al-Magreb al-Aqsa
Al-Maghreb al-Aqṣa (Arabisch, المغرب الأقصى), te vertalen als "de Verre Maghreb" of het "Verre Westen", is de Arabische historische aanduiding voor de regio die het huidige Marokko en Mauritanië omvat. Het strekte zich uit van Mostaganem in het oosten, de Atlantische Oceaan in het westen, de Middellandse Zee in het noorden en Chingeti in het zuiden.
De Verre Maghreb is de zetel geweest van vele dynastieën in de islamitische geschiedenis, zoals de Idrissiden, de Almoraviden, de Wattasiden en de Saadiden.
Middeleeuwse Arabische historici gebruikten de term Balād al-Maghrib (بلاد المغرب), 'Maghreb-landen', om te verwijzen naar de drie subregio's van de Maghreb: Nabije Maghreb, Midden-Maghreb en Verre Maghreb.